# Cantó de Saales
El cantó de Saales (alsacià  Kanton Sààl) és una antiga divisió administrativa francesa situat al departament del Baix Rin i a la regió del Gran Est. Va desaparèixer el 2015.

## Composició
El cantó de Saales aplega 7 comunes :
| Nom alsacià | Nom francès           | Nom alemany   |
| (*)         | Bourg-Bruche          | Burg          |
| (*)         | Colroy-la-Roche       | Kolrein       |
| (*)         | Plaine                | Blen          |
| (*)         | Ranrupt               | Roggensbach   |
| Sààl        | Saales                | Saal          |
| (*)         | Saint-Blaise-la-Roche | Sankt Blasius |
| (*)         | Saulxures             | Salzern       |

## Història
| Data d'elecció | Identitat        | Partit | Qualitat |
| -------------- | ---------------- | ------ | -------- |
| 1985-2004      | Pierre Grandadam | RPR    |          |
| 2004-2015      | Alice Morel      | DVD    |          |